# A Dominikai Köztársaság a 2000. évi nyári olimpiai játékokon
A Dominikai Köztársaság az ausztráliai Sydneyben megrendezett 2000. évi nyári olimpiai játékok egyik részt vevő nemzete volt. Az országot az olimpián 5 sportágban 13 sportoló képviselte, akik érmet nem szereztek.

## Atlétika
Férfi
| Versenyző     | Versenyszám | Előfutam | Előfutam | Előfutam | Negyeddöntő | Negyeddöntő | Negyeddöntő | Elődöntő | Elődöntő | Elődöntő | Döntő   | Döntő    |
| Versenyző     | Versenyszám | Idő      | Hely.    | Össz.    | Idő         | Hely.       | Össz.       | Idő      | Hely.    | Össz.    | Idő     | Helyezés |
| ------------- | ----------- | -------- | -------- | -------- | ----------- | ----------- | ----------- | -------- | -------- | -------- | ------- | -------- |
| Carlos Santa  | 400 m       | 46,40    | 6.       | 42.      | kiesett     | kiesett     | kiesett     | kiesett  | kiesett  | kiesett  | kiesett | kiesett  |
| Félix Sánchez | 400 m gát   | 49,70    | 3.       | 13.      |             |             |             | 49,69    | 7.       | 20.      | kiesett | kiesett  |

## Cselgáncs
Férfi
| Versenyző              | Versenyszám  | Selejtező                           | 32-es főtábla                         | Nyolcaddöntő      | Negyeddöntő       | Elődöntő          | Vigaszág első kör | Vigaszág negyeddöntő | Vigaszág elődöntő | Bronz- mérkőzés   | Döntő             | Helyezés    |
| Versenyző              | Versenyszám  | Ellenfél Eredmény                   | Ellenfél Eredmény                     | Ellenfél Eredmény | Ellenfél Eredmény | Ellenfél Eredmény | Ellenfél Eredmény | Ellenfél Eredmény    | Ellenfél Eredmény | Ellenfél Eredmény | Ellenfél Eredmény | Helyezés    |
| ---------------------- | ------------ | ----------------------------------- | ------------------------------------- | ----------------- | ----------------- | ----------------- | ----------------- | -------------------- | ----------------- | ----------------- | ----------------- | ----------- |
| Juan Carlos Jacinto    | Légsúly      | Omar Rebáhi (ALG) · 0010-0010       | kiesett                               | kiesett           | kiesett           | kiesett           |                   |                      |                   |                   |                   | helyezetlen |
| José Vicbart Geraldino | Középsúly    |                                     | Adrian Croitoru (ROU) · 0001-0001     | kiesett           | kiesett           | kiesett           |                   |                      |                   |                   |                   | helyezetlen |
| José Augusto Geraldino | Félnehézsúly | Franz Birkfellner (AUT) · 0000-0201 | kiesett                               | kiesett           | kiesett           | kiesett           |                   |                      |                   |                   |                   | helyezetlen |
| José Eugenio Vásquez   | Nehézsúly    | erőnyerő                            | Vjacseszlav Berduta (KAZ) · 0000-1001 | kiesett           | kiesett           | kiesett           |                   |                      |                   |                   |                   | helyezetlen |

Női
| Versenyző        | Versenyszám | Selejtező                       | Nyolcaddöntő      | Negyeddöntő       | Elődöntő          | Vigaszág első kör | Vigaszág negyeddöntő | Vigaszág elődöntő | Bronz- mérkőzés   | Döntő             | Helyezés    |
| Versenyző        | Versenyszám | Ellenfél Eredmény               | Ellenfél Eredmény | Ellenfél Eredmény | Ellenfél Eredmény | Ellenfél Eredmény | Ellenfél Eredmény    | Ellenfél Eredmény | Ellenfél Eredmény | Ellenfél Eredmény | Helyezés    |
| ---------------- | ----------- | ------------------------------- | ----------------- | ----------------- | ----------------- | ----------------- | -------------------- | ----------------- | ----------------- | ----------------- | ----------- |
| Eleucadia Vargas | Váltósúly   | Csi Gjongszun (PRK) · 0010-1000 | kiesett           | kiesett           | kiesett           |                   |                      |                   |                   |                   | helyezetlen |

## Ökölvívás
| Versenyző        | Versenyszám   | Selejtező                   | Nyolcaddöntő                | Negyeddöntő       | Elődöntő          | Döntő             | Helyezés |
| Versenyző        | Versenyszám   | Ellenfél Eredmény           | Ellenfél Eredmény           | Ellenfél Eredmény | Ellenfél Eredmény | Ellenfél Eredmény | Helyezés |
| ---------------- | ------------- | --------------------------- | --------------------------- | ----------------- | ----------------- | ----------------- | -------- |
| Yovanny Lorenzo  | Váltósúly     | Ullah Usman (PAK) · 5-4     | Steven Küchler (GER) · 2-17 | kiesett           | kiesett           | kiesett           | 9.       |
| Juan José Ubaldo | Nagyváltósúly | Richard Rowles (AUS) · 7-16 | kiesett                     | kiesett           | kiesett           | kiesett           | 17.      |
| Jerson Ravelo    | Középsúly     | Paul Miller (AUS) · 7-8     | kiesett                     | kiesett           | kiesett           | kiesett           | 17.      |

## Súlyemelés
Férfi
| Versenyző     | Versenyszám | Szakítás | Szakítás | Lökés    | Lökés    | Összesen | Helyezés |
| Versenyző     | Versenyszám | Eredmény | Helyezés | Eredmény | Helyezés | Összesen | Helyezés |
| ------------- | ----------- | -------- | -------- | -------- | -------- | -------- | -------- |
| Plaiter Reyes | +105 kg     | 157,5    | 21.      | 195,0    | 21.      | 352,5    | 21.      |

Női
| Versenyző  | Versenyszám | Szakítás | Szakítás | Lökés    | Lökés    | Összesen | Helyezés |
| Versenyző  | Versenyszám | Eredmény | Helyezés | Eredmény | Helyezés | Összesen | Helyezés |
| ---------- | ----------- | -------- | -------- | -------- | -------- | -------- | -------- |
| Wanda Rijo | 75 kg       | 95,0     | 9.*      | 120,0    | 7.*      | 215,0    | 8.       |

* - egy másik versenyzővel azonos eredményt ért el

## Úszás
Férfi
| Versenyző         | Versenyszám | Előfutam | Előfutam | Előfutam | Elődöntő | Elődöntő | Elődöntő | Döntő   | Döntő    |
| Versenyző         | Versenyszám | Idő      | Hely.    | Össz.    | Idő      | Hely.    | Össz.    | Idő     | Helyezés |
| ----------------- | ----------- | -------- | -------- | -------- | -------- | -------- | -------- | ------- | -------- |
| Guillermo Cabrera | 200 m hát   | 2:08,22  | 4.       | 41.      | kiesett  | kiesett  | kiesett  | kiesett | kiesett  |